# Banco Nacional de Ballston Spa
O Banco Nacional de Ballston Spa é um dos bancos americanos mais antigos fundados em 1838 e localizado em Ballston Spa, no Condado de Saratoga, Nova York.
Os serviços bancários incluem:
- checando contas
- contas de poupança e do mercado monetário
- contas de poupança de saúde
- certificados de depósito (CDs) etc.

Em agosto de 2015, foi inaugurada sua 11ª filial, o primeiro escritório no condado de Albany localizado em Latham e focado nos clientes empresariais.